# Ricki Lake
Ricki Pamela Lake (Nueva York, 21 de septiembre de 1968) es una actriz y presentadora de televisión estadounidense, conocida por representar el papel de Tracy Turnblad en la película Hairspray (1988) y por presentar un programa de entrevistas homónimo a su nombre.

## Carrera

### Primeros trabajos
Lake debutó en el cine en 1988 en la película Hairspray, bajo la dirección de John Waters. Posteriormente participó en otros largometrajes, como Cecil B. Demented, Cry-Baby y Serial Mom.  
En 1989 interpretó el papel de una voluntaria en la Guerra de Vietnam en la serie televisiva China Beach

### El programaRicki Lake
En septiembre de 1993, Lake presentó un nuevo programa matutino de formato de entrevistas, llamado Ricki Lake. Entre una multitud de programas de entrevistas que surgieron en 1993 presentados por celebridades, el de la actriz incrementó de manera consistente su audiencia y recibió críticas tanto positivas como negativas de muchas fuentes. En 1994 fue nominada al premio Daytime Emmy como "Mejor presentadora de un talk-show", pero el galardón lo recibió su colega Oprah Winfrey por su labor en The Oprah Winfrey Show.  
En el año 2000, Lake le brindó una entrevista a la humorista y también presentadora Rosie O'Donnell en la que anunció que su programa dejaría de emitirse en 2004, tras once temporadas. La última emisión de Ricki Lake se realizó el 25 de mayo de 2004.